# Federazione di rugby a 13 dell'Inghilterra
La Rugby Football League o RFL è l'organismo di governo del rugby a 13 in Inghilterra.
Nata nel 1895 come Northern Rugby Football Union a seguito della scissione di alcuni club di rugby a 15 che chiedevano alla Rugby Football Union il rimborso per quei giocatori che non disponessero di un reddito autonomo, presto si diede un'organizzazione autonoma e ridisegnò anche alcune regole del gioco che, infatti, passò dallo schieramento a 15 uomini tipico del Rugby union, ai 13 della disciplina che assunse in inglese il nome di Rugby League.
La RFL ha sede a Leeds e gestisce l'attività della nazionale inglese, oltre a organizzare i vari campionati professionistici della disciplina tra cui spicca la Super League.
In passato la RFL gestiva il rugby dell'intero Regno Unito e coordinava l'attività della nazionale britannica, ma con lo svilupparsi di questo sport le Home Nations hanno in seguito istituito le proprie singole federazioni e rappresentative nazionali.